# MT940
Een MT940-bestand, of (SWIFT)-MT940-bestand, is een bestandsformaat om financiële banktransacties te exporteren. Het is bekend als de "Customer Statement Message" en volgt een specifieke opmaak. Hoewel een globale indeling wordt gebruikt om het MT940-bestand te definiëren, is de uiteindelijke implementatie ervan per bank verschillend. Dit zit in kleine details, zoals een afwijking in de tag of het anders vastleggen van een datum.
De meeste banken bieden een Export aan van de banktransacties in MT940-formaat via telebankieren. De meeste boekhoudpakketten kunnen dit bestand inlezen als elektronisch bankafschrift. Andere formaten die ook wel gebruikt worden voor de export van bank transactie gegevens zijn CSV en CAMT.053.

## Indeling
Het MT940-bestand is een tekstbestand dat bestaat uit meerdere tekstregels. Deze tekstregels beschrijven de records die in het bestand staan beschreven. Hierbij gelden de volgende regels:
- Elk record dient te worden voorafgegaan door een TAG (:XX:)
- Een bestand kan één of meer berichten omvatten
- Een bericht omvat één rekening
- Een bericht kan meerdere :61: en :86: records omvatten

#### Records
| sectie       | Omschrijving                |
| ------------ | --------------------------- |
| :20:         | Transactiereferentie        |
| :21:         | Omschrijving                |
| :25:         | Rekeningnummer              |
| :28:, :28C:  | Afschriftinformatie         |
| :60F:, :60M: | Beginsaldo                  |
| :61:         | Transactie-/mutatiegegevens |
| :86:         | Omschrijving                |
| :62F:, :62M: | Eindsaldo                   |